# Gelis recens
Gelis recens är en stekelart som beskrevs av Schwarz 2002. Gelis recens ingår i släktet Gelis och familjen brokparasitsteklar. Arten är reproducerande i Sverige. Inga underarter finns listade i Catalogue of Life.